# Мидас-2
Мидас-2 (англ. Midas 2 (Missile Defense Alarm System)) — американский спутник раннего предупреждения о ракетных запусках.

## Конструкция
Аппарат был не отделяемым от второй ступени «Аджена». Питание аппаратуры от химических аккумуляторов. Для обнаружения теплового излучения стартующих ракет имелись инфракрасные датчики. Дополнительно при помощи бортового оборудования планировалось измерить космическую радиацию, плотность воздуха в верхних слоях атмосферы и регистрировать микрометеориты.

## Служба
Запуск Мидаса-2 24 мая 1960 года прошёл успешно. Аппарат вышел на орбиту и передавал показатели инфракрасных датчиков до 26 мая.
7 февраля 1974 года аппарат вошёл в плотные слои атмосферы и сгорел.